# Александров, Юрий Константинович
Юрий Константинович Александров — российский криминолог, исследователь тюремной иерархии, главный редактор Федеральной службы исполнения наказаний, начальник ФБУ «Объединённая редакция ФСИН России» — учреждения, предназначенного для подготовки и выпуска журналов «Преступление и наказание», «Ведомости уголовно-исполнительной системы», газеты «Казённый дом», пенитенциарной служебной и справочной литературы, законов и подзаконных актов, регламентирующих деятельность уголовно-исполнительной системы, а также осуществления другой редакционно-издательской деятельности. Руководитель общественного благотворительного объединения «Новый дом», активно помогает заключённым в защите их прав, содействует адаптации освободившихся. В своей книге «Очерки криминальной субкультуры» в главе «Табель о рангах в преступном сообществе (деление на масти)» он подробно описывает уголовную иерархию и всю систему социальных взаимоотношений в криминальной среде.